# Westerwald
Westerwald er en del af de tyske Mittelgebirge og er begrænset af floderne Rhinen (mod vest), Lahn (mod syd), Dill (mod øst) og Sieg (mod nord). Også området øst for floden Dill til floden Lahn der løber fra sin kilde sydover og kommer gennem den kendte universitetsby Marburg, hører egentlig til Westerwald.

## Området
Westerwald strækker sig over tre delstater. Den største andel har Hessen. Næsten hele resten tilhører Rheinland-Pfalz; et lille hjørne i den sydlige spids hører til distriktet Kreis Siegen-Wittgenstein i Nordrhein-Westfalen.
Westerwald omfatter omkring 3000 km². Det højeste bjerg er Fuchskauten med 656 m i distriktet Westerwaldkreis i Rheinland-Pfalz. Derefter følger Knoten som er 605 m. Den ligger i distriktet Lahn-Dill-Kreis i Hessen.

## Byer i Westerwald
Rundt omkring og inde i bjergkæden ligger flere historiske byer: I Rheinland-Pfalz f.eks. Koblenz, Diez, Bad Ems, Montabaur, Altenkirchen, Hachenburg. I Hessen har vi Limburg an der Lahn, Weilburg, Wetzlar, Herborn og Dillenburg.

## Kultur
Westerwald udmærker sig ved sin keramikindustri som hovedsagelig findes på området i Rheinland-Pfalz. Dette område kaldes på tysk også "Kannebäckerland", ordret: landet af kandebagere. I Höhr-Grenzhausen mellem Montabaur og Koblenz ligger en stor keramikfabrik.